# Camponotus pinguis
Camponotus pinguis é uma espécie de inseto do gênero Camponotus, pertencente à família Formicidae.